# Ratovi zvijezda VI: Povratak Jedija
Ratovi zvijezda VI: Povratak Jedija (u Hrvatskoj preveden i kao Zvjezdani ratovi – Epizoda VI: Povratak Jedija; eng. Star Wars – Episode VI: Return of the Jedi) američki je epski znanstveno-fantastični film iz 1983. godine za koji su scenarij napisali George Lucas i Lawrence Kasdan: režirao ga je Richard Marquand. To je treći film iz ciklusa Zvjezdanih ratova, šesti po kronologiji događaja radnje i prvi snimljen THX tehnologijom. Radnja filma smještena je godinu dana nakon događaja iz prethodnoga nastavka Carstvo uzvraća udarac. Film su producirali Howard Kazanjian i kompanija Lucasfilm, a glavne su uloge u filmu ostvarili Mark Hamill, Harrison Ford, Carrie Fisher, Billy Dee Williams, Anthony Daniels, David Prowse, Kenny Baker, Peter Mayhew i Frank Oz.
Zlo Galaktičko carstvo pod vodstvom okrutnoga cara Palpatinea radi na izgradnji nove Zvijezde Smrti kako bi konačno uništili pobunjenički savez. Budući da Palpatine želi osobno nadgledati posljednju fazu njezine izgradnje, pobunjenička flota planira frontalni napad na Zvijezdu Smrti kako bi spriječila njezin nastanak te kako bi ubila Palpatinea i time napokon okončala postojanje carstva. U međuvremenu Luke Skywalker, vođa pobunjenika i Jedi vitez, vodi vlastitu bitku kako bi Dartha Vadera – svoga oca i bivšega Jedi viteza, nekoć znanog pod imenom Anakin – vratio s puta mračne strane Sile. 
Redatelji David Lynch i David Cronenberg bili su u pregovorima za režiju posljednjega nastavka sage prije nego što je taj zadatak preuzeo Marquand. Produkcijski tim koristio je Lucasove nacrte priče tijekom pretprodukcije: Lucas, Kasdan, Marquand i producent Kazanjian proveli su zajedno dva tjedna kako bi, pišući scenarij, detaljno razradili priču filma. Kazanjian je pomaknuo raspored snimanja filma nekoliko tjedana prije predviđenog početka kako bi tvrtci Industrial Light & Magic omogućio više vremena za što kvalitetnije vizualne efekte filma u post-produkciji. Film je snimljen na lokacijama u Engleskoj, Kaliforniji i Arizoni u razdoblju od siječnja do ožujka 1982. godine: produkcija je bila obavijena strogim velom tajne, a radni naslov filma bio je Blue Harvest kako bi se smanjili dodatni troškovi.
Film je u kino distribuciju pušten 25. svibnja 1983. godine uz uglavnom pozitivne kritike. Zarada filma u kinima diljem svijeta iznosi više od 475 milijuna dolara. U sljedećih 20 godina uslijedit će nekoliko različitih video i kino izdanja filma. Saga Zvjezdanih ratova nakon ovog filma nastavljena je filmom Fantomska prijetnja, prvim dijelom tzv. prequel trilogije. Nastavak filma Povratak Jedija pod naslovom Ratovi zvijezda VII: Sila se budi najavljen je 30. listopada 2012. godine, a u kino distribuciju u svijetu kreće sredinom prosinca 2015. godine.

## Radnja
Luke Skywalker osmišljava plan kako bi spasio Han Soloa iz ruku kriminalca Jabbe the Hutta uz pomoć princeze Leie, Landa Calrissiana, Chewbacce, C-3PO-a i R2-D2-a. Leia se infiltrira u Jabbovu palaču na planetu Tatooine preobučena u lovca na ucjene koja predstavlja Chewieja kao svog zatvorenika dok se Lando već od ranije nalazi u palači preobučen u zaštitara. Leia uspijeva doći do Hana i odmrznuti ga, ali uskoro oboje bivaju uhvaćeni. Potom dolazi Luke koji nakon kraćeg duela također biva uhvaćen. Jabba osuđuje Lukea i Hana na smrt, ali prilikom početka njihove egzekucije Luke se oslobađa te nastaje bitka u kojoj pogibaju Boba Fett - lovac na ucjene koji je Hana predao Jabbi - i Jabba - kojeg uguši Leia. Grupa preživjelih nakon toga uspijeva pobjeći nakon što Luke uništi Jabbov brod. I dok Han i Leia odlaze do pobunjeničkog saveza, Luke se vraća na planet Dagobah gdje pronalazi Yodu na samrti. Sa svojim posljednjim uzdasima, Yoda priznaje Lukeu da je zli Darth Vader, nekoć znan pod imenom Anakin Skywalker, njegov pravi otac; također uspijeva spomenuti i "još jednog Skywalkera". Uskoro duh Obija-Wan Kenobija koji se pojavljuje Lukeu potvrđuje da je taj "drugi Skywalker" o kojem je Yoda pričao zapravo Lukeova sestra blizanka Leia. Obi-Wan govori Lukeu da se ponovno mora suočiti s Vaderom ako želi poraziti carstvo.
Pobunjenički savez saznaje da carstvo gradi novu Zvijezdu Smrti pod osobnim nadzorom Vadera i njegovog gospodara, cara Palpatinea. Savez osmisli novi plan zbog kojeg će Han povesti svoj tim na šumski planet Endor kako bi na njemu uništio borbenu postaju koja upravlja generatorom štita Zvijezde Smrti te na taj način osigurati eskadrili borbenih letjelica saveza da uđu u nedovršenu postaju i unište ju iznutra. Kako se brod u kojem se nalazi Luke približava imperijalističkim brodovima, on osjeti Vaderovu prisutnost pa se boji da zbog toga ugrožava misiju. Na planetu Endor Luke i njegovi prijatelji susreću pleme Ewoksa i nakon početnog neslaganja i nerazumijevanja oni uskoro oformljuju savez. Kasnije Luke priznaje Lei da mu je ona sestra odnosno da im je Vader otac te da ih napušta kako bi se otišao suočiti s njim. Predavši se carskim trupama, Luke je doveden do Vadera koji ga neuspješno pokušava preokrenuti na tamnu stranu Sile.
Vader ga nakon toga odvodi na Zvijezdu Smrti gdje Luke konačno upoznaje Palpatinea. On mu otkriva da je Zvijezda Smrti, iako naizgled nedovršena, već sada potpuno spremna za operaciju i uništavanje savezničke pobune. U međuvremenu na planetu Endor, Hanov tim zarobljen je od strane imperijalističkih snaga, ali iznenadan protuudar Ewoksa omogući pobunjenicima uništavanje štita. Za to vrijeme Lando pilotirajući brodom Millennium Falcon predvodi pobunjeničku eskadrilu do Zvijezde Smrti, ali njezin štit još uvijek je aktivan. Palpatine u Lukeu pokušava probuditi bijes kako bi se ovaj priklonio tamnoj strani Sile pa se Luke nađe u borbi svjetlosnim mačevima s Vaderom. Vader otkriva da Luke ima sestru te prijeti da će nju okrenuti na tamnu stranu. Ljutiti Luke u tom trenutku napada Vadera i odsiječe mu desnu ruku nakon čega ga Palpatine nagovara da ubije Vadera i zauzme njegovo mjesto. Međutim, Luke to odbija, proglašavajući sebe Jedi vitezom. Bijesan, Palpatine iskorištava svoje vlastite moći kako bi mučio Lukea. Odlučan u tome da ne dopusti da mu ubije sina, Vader prihvaća Lukeovu sudbinu, baca Palpatinea u okno te na taj način ispunjava proročanstvo da će on biti taj koji će uništiti Sith i dovesti ravnotežu u Sili, premda je u procesu smrtno ranjen. Na zahtjev svog oca, Luke uklanja Vaderovu masku dopuštajući ocu da svog sina prvi put pogleda vlastitim očima prije nego mu umre na rukama.
U međuvremenu na planetu Endor Han i ostatak ekipe uspijevaju pobijediti imperijalističke snage te uništavaju generator štita na taj način omogućujući pobunjeničkoj eskadrili napad na Zvijezdu Smrti. Lando predvodi ostatak brodova u jezgru postaje gdje uništavaju glavni reaktor. Luke bježi u jednom od brodova skupa s očevim tijelom, dok Lando bježi s Falconom par sekundi prije nego Zvijezda Smrti nestane u velikoj eksploziji. Na planetu Endor Leia priznaje Hanu da joj je Luke brat pa se njih dvoje poljube. Luke se vraća na Endor i kremira očevo odijelo uz pomoć vatre. Dok pobunjenici slave pobjedu nad carstvom, Luke vidi duhove Obi-Wana, Yode i Anakina koji ga zadovoljno promatraju.

## Glumačka postava
- Mark Hamill kao Luke Skywalker: u godinu dana otkad se posljednji put susreo s Darthom Vaderom u Gradu na oblacima (Cloud City), Luke je skoro završio svoju obuku za Jedi viteza.
- Harrison Ford kao Han Solo: iako ga je Darth Vader zamrznuo i predao Bobi Fettu koji ga je odveo Jabbi the Huttu, Hana oslobađa princeza Leia, ali samo nakratko budući ga Jabba osuđuje na smrt. On bježi s grupom nakon što ih sve zajedno spasi Luke. Uskoro postaje general pobunjeničke vojske i predvodi napad na postaju na planetu Endor.
- Carrie Fisher kao Princeza Leia: princeza s planeta Alderaan, Leia pomaže Lukeu u njegovoj potrazi za Hanom. Kasnije se otkriva da je ona ustvari Lukeova sestra blizanka.
- Billy Dee Williams kao Lando Calrissian: nakon što je njegov Grad u oblacima preuzelo carstvo, Lando se pridružuje pobunjeničkom savezu i pomaže Lukeu u njegovoj potrazi za Han Solom. Kasnije će pilotirati brodom Millennium Falcon i njime predvoditi napad na Zvijezdu Smrti.
- Anthony Daniels kao C-3PO: protokolarni droid za ljudsko-kiborške odnose Lukea Skywalkera koji se pokaže od velike važnosti prilikom sklapanja prijateljstva između pobunjenika i Ewoksa na planetu Endor, a koji ga smatraju božanstvom.
- Kenny Baker kao R2-D2: droid Lukea Skywalkera. Baker je u filmu takođre glumio i lik Paplooa, jednog od Ewoksa.
- Peter Mayhew kao Chewbacca: ko-pilot i najbolji prijatelj Han Soloa.
- David Prowse kao Darth Vader: Lukeov otac, pravog imena Anakin Skywalker, koji je nekoć bio Jedi vitez prije nego ga je preuzela tamna strana Sile pa je postao Darth Vader. Vader se i dalje nalazi u nemilosrdnoj potrazi za Lukeom, ali ga Car ubrzo šalje na planet Endor kako bi nadgledao izgradnju nove Zvijezde Smrti i kako bi se pripremio za novi napad pobunjenika. U mnogo scena tijekom filma, pogotovo onima kada se bori svjetlosnim mačem, lik Vadera umjeto Prowsea tumači Bob Anderson. Glumac James Earl Jones, kao i u prethodnim nastavcima, posudio je svoj glas liku.
- Sebastian Shaw kao Anakin Skywalker: glumac Shaw zamijenjen je glumcem Haydenom Christensenom u DVD verziji filma iz 2004. godine.
- Ian McDiarmid kao car Palpatine: jednostavno znan samo kao "Car", Palpatine je vladar Galaktičkog carstva i Vaderov Sith gospodar. U ovom nastavku on planira uništiti pobunjenike svojom novom Zvijezdom Smrti te okrenuti Lukea Skywalkera na tamnu stranu Sile.
- Alec Guinness kao Obi-Wan Kenobi: premda ga je Vader ubio u četvrtoj epizodi sage, Obi-Wan nastavlja davati svoje savjete Lukeu kao Jedi duh; on između ostalog kaže Lukeu istinu o postojanju njegove sestre blizanke Leie.
- Frank Oz kao Yoda: nakon što je poživio gotovo 900 godina, Yoda se konačno sprema postati jedno sa Silom te potvrđuje Lukeu da mu je Vader otac.
- Denis Lawson kao Wedge Antilles: Wedge je sada vođa pobunjeničke eskadrile koji se priprema pomoći generalu Landu Calrissianu u napadu na Zvijezdu Smrti.
- Kenneth Colley kao Admiral Piett: jedan od nekolicine oficira koji je uspio izbjeći Vaderovom ubilačkom bijesu, Piett je sada zapovjednik imperijalističke flote na planetu Endor kojom upravlja iz broda Executor.
- Warwick Davis kao Wicket: mali Ewok koji upoznaje Leiu i ostale prijatelje sa svojim plemenom. Kenny Baker je u početku dobio ulogu Wicketa, ali ga je zamijenio 11-godišnji Warwick Davis nakon što se ovaj razbolio zbog trovanja hranom. Davis nikad prije nije imao glumačkog iskustva, a dobio je ulogu tek nakon što je njegova baka otkrila poziv za glumce patuljke za novi film iz sage Zvjezdanih ratova.[4]

## Produkcija

### Razvoj projekta
Kao i prethodni film i ovaj je George Lucas sam financirao. Lucas je kontaktirao Davida Lyncha koji je 1980. godine bio nominiran za prestižnu filmsku nagradu Oscar u kategoriji najboljeg redatelja za film Čovjek-slon da režira Povratak Jedija, ali je ovaj to odbio kako bi režirao film Dina – pješčani planet. Režija filma ponuđena je i Davidu Cronenbergu, ali je on odbio ponudu kako bi režirao filmove Videodrome i The Dead Zone. U konačnici je Lucas za redatelja izabrao Richarda Marquanda. Prema nekim napisima iz tog vremena Lucas je bio učestalo uključen u samo snimanje filma Povratak Jedija da bi ga se bez problema moglo smatrati ko-redateljem. Međutim, vjerojatno je riječ bila o njegovom osobnom vođenju druge jedinice, jer je postojala prijetnja da će se snimanje odužiti više od predviđenog; Lucas je i ranije znao osobno uskočiti u rad na projektu kada je službeno bio producent filma (npr. Otimači izgubljenog kovčega, Carstvo uzvraća udarac, More American Graffiti). Lucas je sam priznao da je često dolazio na set zbog Marquandovog relativnog neiskustva s radom na specijalnim efektima. Lucas je hvalio Marquanda kao "vrlo dobru osobu koja jako dobro radi s glumcima". Marquand je priznao da je Lucas imao izraženu ulogu tijekom snimanja filma, govoreći u šali: "To je kao da pokušate režirati Kralja Leara - sa Shakespeareom u drugoj prostoriji!".
Scenarij za film napisali su Lawrence Kasdan i Lucas (uz nepriznatu kontribuciju Davida Peoplesa i redatelja Marquanda), a temeljen je na Lucasovoj priči. Kasdan tvrdi da je rekao Lucasu da je naslov Povratak Jedija "pomalo slab" pa je Lucas kasnije odlučio film nazvati Osveta Jedija. Sam scenarij napisan je tek u kasnoj fazi pret-produkcije, puno poslije određivanja produkcijskog plana i budžeta producenta Kazanjiana te nakon što je Marquand odabran za redatelja što je inače neobično za filmsko stvaralaštvo. Umjesto toga produkcijski tim se oslanjao na Lucasovu priču i grube nacrte kako bi započeli s radom na filmu. Kad je došlo vrijeme za pisanje scenarija, Lucas, Kasdan, Marquand i Kazanjian su proveli dva tjedna zajedno radeći na idejama; Kasdan je sve sastanke snimao te ih kasnije preslušavao i pisao scenarij. Tijekom pret-produkcije pojavilo se pitanje hoće li se Harrison Ford vratiti u ulozi Han Soloa. Za razliku od drugih glumaca iz filma, Ford nije bio ugovorom vezan za snimanje dva nastavka, a u međuvremenu je postao još veća zvijezda zahvaljujući filmu Otimači izgubljenog kovčega. Ford je predložio da lik Han Soloa bude ubijen žrtvovanjem samoga sebe. Kasdan se s tim složio i napomenuo da bi se takvo nešto trebalo dogoditi na početku filma kako bi se kod gledatelja stvorila sumnja u sretan završetak ostalih likova, ali se Lucas žestoko protivio tome i odbacio bilo kakve ideje o pogibiji. U početku je bilo zamišljeno da se Yoda uopće ne pojavljuje u filmu, ali je redatelj Marquand čvrsto vjerovao da jedino povratak na planet Dagobah može razriješiti određene dileme koje su proizlazile iz prethodnog nastavka. To je navelo Lucasa da ubaci scenu u scenarij u kojoj Yoda priznaje Lukeu da mu je Darth Vader otac zato što, a nakon konzultacije s dječjim psihijatrom, nije želio da najmlađi gledatelji odbace Vaderovu izjavu kao najobičniju laž. Mnoge ideje iz originalnog scenarija u finalnoj verziji su ili odbačene ili promijenjene. Na primjer, Ewoksi su trebali biti Wookieeji, brod Millennium Falcon bi bio korišten u dolasku na planet Endor, a Obi-Wan Kenobi bi se vratio u život iz svoje spektralne egzistencije u Sili.
Producent filmova Nova nada i Carstvo uzvraća udarac, Gary Kurtz, izjavio je 2010. godine da je veliki uspjeh prodaje promo materijala iz Zvjezdanih ratova natjerao Georgea Lucasa da razmisli o ideji ubijanja lika Han Soloa na sredini filma, tijekom napada na imperijalističku bazu. Luke Skywalker je također trebao na kraju ostati sam i iscrpljen poput junaka iz špageti vesterna, ali Lucas je na kraju ipak izabrao sretan kraj kako bi još više ohrabio djecu i na taj način ih natjerao da kupuju što više promo materijala iz sage.

### Snimanje filma
Snimanje filma započelo je 11. siječnja 1982. godine i trajalo je sve do 20. svibnja iste godine čime se film snimao šest tjedana kraće od svog prethodnika Carstvo uzvraća udarac. Kazanjian je pomaknuo raspored snimanja unaprijed kako bi dao što više vremena tvrtki Industrial Light & Magic da radi na efektima, a čime je neke članove ekipe ostavio u neizvjesnosti, jer nisu bili sto posto spremni na brzinu snimanja. Lucas je čvrsto odlučio da neće ići preko budžeta od 32 i pol milijuna dolara, baš kao i u slučaju filma Carstvo uzvraća udarac. Producent Howard Kazanjian procijenio je da je zbog korištenja ILM-a (u potpunom vlasništvu kompanije Lucasfilm) za specijalne efekte produkcija uštedjela otprilike 18 milijuna dolara. Međutim, s obzirom na činjenicu da tvrtka Lucasfilm nije bila sindikalna kompanija, dopuštenja za snimanje na raznim lokacijama bila su puno skuplja, iako su prethodni nastavci Nova nada i Carstvo uzvraća udarac bili veliki kino hitovi. Sam film dobio je tajni naslov Blue Harvest uz podnaslov Horror Beyond Imagination zbog toga što se od obožavatelja sage i novinara željela sakriti informacija koji se film zapravo snima, a i željelo se što je moguće više sniziti cijene raznih dobavljača usluga.

Prva faza produkcije trajala je 78 dana, a snimalo se u studijima Elstree u Engleskoj na devet različitih pozornica. Snimanje je započelo scenom koja je kasnije izbačena iz finalne verzije filma, a u kojoj se junaci nađu u pješčanoj oluji dok odlaze s planeta Tatooine. (Ovo je ujedno bila i jedina veća snimljena sekvenca koja je kasnije izbačena iz filma). Scenu u kojoj se Luke Skywalker bori sa zlobnom zvijeri Lucas je namjeravao snimiti sličnim stilom kako su snimljene scene u Tohovim filmovima o Godzilli, koristeći glumca u odijelu. Produkcijski tim to je pokušao nekoliko puta, ali bezuspješno. Na kraju je Lucas odustao pa je ta scena snimljena pomoću brze lutke. U travnju se ekipa preselila u pustinju Yuma u Arizoni na dva tjedna kako bi snimili eksterijere koji su "glumili" planet Tatooine. Ubrzo potom preselili su se u šumsko područje sjeverne Kalifornije, blizu Crescent Cityja gdje su dva tjedna snimali eksterijere onoga što će u filmu biti šuma planeta Endor, a potom su otišli u ILM u San Rafael gdje su deset dana proveli snimajući ispred plavih ekrana.

### Glazba iz filma
Glavni kompozitor i voditelj glazbe iz filma Povratak Jedija je John Williams, a glazbu je izveo londonski simfonijski orkestar. Thomas Newman u nekoliko je navrata također vodio orkestar. Prvotni službeni soundtrack filma izdala je tvrtka RSO Records u SAD-u. Kompanija Sony Classical Records otkupila je autorska glazbena prava na kompletnu originalnu trilogiju 2004. godine, nakon što je dobila autorska glazbena prava i na tzv. prequel trilogiju (Fantomska prijetnja i Klonovi napadaju). Iste godine kompanija je ponovno izdala soundtrack verziju filma Povratak Jedija iz 1997. godine tvrtke RCA Victor skupa s ostala dva filma trilogije. Naslovnica tog izdanja jednaka je prvom DVD izdanju filma. Unatoč poboljšanom zvuku prodaja soundtrackova iz 2004. godine jednaka je onoj iz 1997. godine kompanije RCA Victor.

### Promjena naslova
Na originalnoj teaser kino najavi stajao je naslov Osveta Jedija (Revenge of the Jedi). U prosincu 1982. godine Lucas je odlučio da riječ "osveta" nije prikladna (jer Jedi vitezovi ne bi trebali tražiti osvetu) pa je vratio originalni naslov filma. Do tog trenutka tisuće plakata s riječi "osveta" (autora Drewa Struzana) već su bili printani i distribuirani. Na tim plakatima također je obrnuta boja svjetlosnih mačeva - Luke ima crveni dok Vader ima plavi (u filmu je situacija drugačija). Tvrtka Lucasfilm uskoro je zaustavila daljnju distribuciju "krivih" plakata i prodala ostatak od 6.800 plakata članovima kluba obožavatelja Star Warsa po cijeni od 9,50 dolara (po komadu). Danas je vrijednost ovih plakata između 250 i 500 dolara.

## Distribucija

### Kino distribucija
Kino distribucija filma Povratak Jedija započela je 25. svibnja 1983. godine. Prvotno je planirano da film u kina krene 27. svibnja, ali je datum promijenjen kako bi odgovarao datumu kada je u kino distribuciju krenula Nova nada. Uz veliku marketinšku kampanju diljem svijeta, ilustrator Tim Reamer izradio je sliku za službeni plakat kao i druge reklame. U vrijeme originalne kino distribucije film je putem plakata i ostalog promotivnog materijala komuniciran pod naslovom Zvjezdani ratovi: Povratak Jedija bez obzira na to što je sam film sadržavao još i naslov Epizoda VI. Originalni film kasnije je pušten u re-distribuciju 1985. godine.
Godine 1997. na 20. obljetnicu Zvjezdanih ratova (tada nazvanih Epizoda IV: Nova nada), redatelj George Lucas je remasterirao kompletnu trilogiju i pustio ju u ponovnu kino distribuciju pod nazivom Star Wars Trilogy: Special Edition. Skupa s ostala dva filma iz trilogije, Povratak Jedija je tako krenuo u distribuciju 14. ožujka 1997. godine uz neke promjene i dodatke koje su uključivale ubacivanje par vanzemaljaca članova glazbenog benda u Jabbinoj palači, modifikaciju bića Sarlacc kojem je dodan kljun, zamjenu glazbe u završnoj sceni i montažnu sekvencu ostalih planeta koji slave pad Carstva na kraju filma. Prema izjavi samog Lucasa, film Povratak Jedija zahtijevao je najmanje promjena od prethodna dva nastavka zbog toga što je puno više vučen emocijama nego drugi. Na navedene promjene obožavatelji originalne trilogije imali su dosta zamjerki, jer su smatrali da one umanjuju važnost same radnje filma.

#### Povratak u kina
Na događaju "Star Wars Celebration Europe 2023" koji se održao od 7. do 10. travnja 2023. godine, najavljeno je ponovo prikazivanje Ratova Zvijezda VI: Povratak Jedija u kinima povodom 40. godišnjice njegovog prvog izlaska, 1983. godine. Predstavljen je i novi poster koji je napravio umjetnik Matt Ferguson, koji prikazuje sukob između Lukea i Vadera u zelenim i crvenim bojama. Ferguson je objasnio da je želio naglasiti temu dobra i zla u filmu i nastaviti stil koji je započeo s posterom za Imperij uzvraća udarac. Film će se prikazivati od 28. travnja do 4. svibnja u SAD-u, a od 28. travnja do 1. svibnja u Velikoj Britaniji, te u drugim regijama koje će biti naknadno objavljene na službenim stranicama.

### Video distribucija
Originalna kino verzija filma Povratak Jedija izdana je na VHS-u nekoliko puta u razdoblju od 1986. do 1995. godine nakon čega je uslijedilo izdavanje posebnog izdanja filma u istom formatu u razdoblju od 1997. do 2000. godine. Neki od tih izdanja imali su i određene posebne dodatke; neki su bili pojedinačna izdanja jednog filma dok su drugi bili prodavani kao trilogija. Dana 21. rujna 2004. godine posebna izdanja sva tri originalna filma izdana su u box-setu na DVD-u (uključujući i bonus disk). Svi filmovi bili su digitalno obnovljeni i remasterirani, uz dodatne promjene koje je radio sam Lucas. Ovo DVD izdanje uključivalo je engleske podnaslove, Dolby Digital 5.1 zvuk te audio komentare Georgea Lucasa, Bena Burtta, Dennisa Murena i Carrie Fisher. Na bonus disku nalazili su se dokumentarni filmovi uključujući i Empire of Dreams: The Story of the Star Wars Trilogy kao i nekoliko priloga o filmovima uključujući The Characters of Star Wars, The Birth of the Lightsaber i The Legacy of Star Wars. Bonus disk također je sadržavao i teaser kino najave, službene kino najave, televizijske spotove, galerije fotografija i demoverziju videoigre Star Wars: Battlefront. 
Nakon što je u kino distribuciju krenuo film Osveta Sitha u kojem glavninu radnje čini Anakin Skywalker i njegov prelazak na tamnu stranu Sile, redatelj Lucas je još jedanput napravio izmjenu u filmu Povratak Jedija kako bi poboljšao vezu između originalne i tzv. prequel trilogije. Na originalnim izdanjima filma Povratak Jedija kao i na posebnom izdanju iz 1997. godine britanski kazališni glumac Sebastian Shaw glumi umirućeg Anakina Skywalkera i njegov duh koji se kasnije ukaže Lukeu na kraju filma. Međutim, na DVD verziji filma iz 2004. godine kao i na Blu-ray izdanju iz 2011. godine, glumac Hayden Christensen - koji glumi Anakina u filmovima Klonovi napadaju i Osveta Sitha - zamijenio je Shawa. Ova promjena uzrokovala je veliko negodovanje obožavatelja sage. Sva tri filma iz originalne trilogije u svom originalu kasnije su izdana na DVD-u dana 12. rujna 2006. godine. Planirano je da se ove verzije nalaze u prodaji samo ograničeno vrijeme, točnije od 31. prosinca iste godine, premda su iste ostale u prodaji čak do svibnja 2011. godine. Premda i ove verzije DVD izdanja sadržavaju audio komentare na njima osim toga nema niti jednog drugog posebnog dodatka.
Kompletna saga Zvjezdanih ratova izdana je na Blu-ray formatu 2011. godine. Film Povratak Jedija sadržava nekoliko izbačenih scena uključujući i sekvencu pješčane oluje nakon bitke sa Sarlaccom, scenu između Moffa Jerjerroda i oficira sa Zvijezde Smrti tijekom bitke za Endor te scenu u kojoj Darth Vader komunicira s Lukeom putem Sile dok Skywalker priprema svoj novi svjetlosni mač prije nego što se infiltrira u Jabbovu palaču. Dana 6. siječnja 2011. službeno je najavljeno da će filmovi biti izdani na Blu-rayu u rujnu iste godine u tri različita izdanja, a kako će izgledati naslovnica otkriveno je u svibnju. Premda je prodaja išla jako dobro, Blu-ray izdanja ponovno su kritizirana zbog toga što je Lucas i na njima radio dodatne izmjene koje originalne verzije filmova nisu uključivale.
Iako te informacije još uvijek nisu potvrđene, dana 16. kolovoza 2014. godine počele su kružiti glasine da kompanije Disney/Lucasfilm planiraju na Blu-rayu izdati originalne verzije filmova prije nego nova epizoda - Zvjezdani ratovi: Epizoda VII - krene u službenu kino distribuciju koja je za sada planirana za 18. prosinca 2015. godine.

## Kritike i priznanja

### Kritike
Premda je u početku bio i kritički i komercijalni uspjeh koji je u konačnici zaradio preko 475 milijuna dolara na svjetskim kino blagajnama, film Povratak Jedija su u desetljećima koji su uslijedili mnogi kritičari počeli smatrati najlošijim nastavkom originalne trilogije sage. Na popularnoj internetskoj stranici Rotten Tomatoes, film Povratak Jedija ima 78% pozitivnih ocjena dok filmovi Carstvo uzvraća udarac i Nova nada imaju 96% odnosno 93%. Po postotku pozitivnih ocjena ispred njega također se nalazi i Osveta Sitha s 80% pozitivnih kritika. Na drugoj internetskoj stranici koja se bavi skupljanjem ocjena filmskih kritičara, Metacritic, film Povratak Jedija ima 52% pozitivnih ocjena temeljenih na 14 zaprimljenih kritika, dok Carstvo uzvraća udarac ima 78% pozitivnih ocjena temeljenih na 15 kritika.
Suvremeni kritičari su uglavnom hvalili film. Godine 1983. filmski kritičar Roger Ebert dao je filmu četiri od četiri zvjezdice, dok je James Kendrick iz Q Network Film Desk opisao film kao "veličanstveno iskustvo". Sam film također se našao i na naslovnici TIME magazina od 23. svibnja 1983. godine (gdje mu je naslov bio Zvjezdani ratovi III) uz kritiku Geralda Clarkea u kojoj je napisao da premda uradak nije uzbudljiv kao prvi dio, svejedno je bio "bolji i više zadovoljavajuć" od filma Carstvo uzvraća udarac koji se danas uglavnom smatra najboljim nastavkom originalne trilogije. Vincent Canby koji je volio prvi nastavak (Nova nada) i prezirao drugi (Carstvo uzvraća udarac) napisao je da je Povratak Jedija ipak najgori od sva tri. James Berardinelli s portala ReelViews.net tijekom re-distribucije filma 1997. godine napisao je: "Premda je bio veliki užitak ponovno gledati Novu nadu i Carstvo uzvraća udarac na velikom ekranu, Povratak Jedija ne izaziva isto uzbuđenje. I premda je Lucas dosta radio na reinovaciji trilogije, Jediju je potrebno puno više od novog zvuka, očišćene slike i par ubačenih scena. Ipak, unatoč manama, ovo je i dalje film iz sage Zvjezdanih ratova pa kao takav predstavlja par sati filmske zabave s likovima koje smo s godinama upoznali i zavoljeli. Povratak Jedija je vjerojatno najlošiji film originalne trilogije, ali zbog svoje radnje kojom se serijal završava svakako ga moraju pogledati svi oni koji su uživali u njegovim prethodnicima."
Prema internetskoj stranici Rotten Tomatoes Gene Siskel iz Chicago Tribunea je kritizirao film nakon njegove re-distribucij 1997. godine istaknuvši: "Filmu nedostaje humanost i bogati likovi zbog kojih smo zavoljeli sagu". Kasnije je Siskel ipak filmu da "palce gore" u televizijskoj emisiji Siskel & Ebert tijekom izdavanja Star Wars Trilogy: Special Edition uz opasku: "Ovo mi je najmanje draga epizoda iz originalne trilogije. To je ne čini nužno lošom, već su druge dvije naprosto puno bolje." Siskel je nahvalio prvi dio filma sa Sarlaccom kao i potjeru po šumi s jurnicima, ali je napomenuo da mu se ne sviđa kraj s Ewoksima. Pišući za New York Post, Rex Reed je filmu dao negativnu ocjenu istaknuvši: "Nemojmo se pretvarati da gledamo umjetnost!" Pauline Kael za New Yorker (koja je hvalila Carstvo uzvraća udarac nakon što joj se Nova nada nije svidjela) ovaj film nazvala je "neosobnim i prilično smećarskim djelom filmske umjetnosti". 
Premda su akcijske sekvence filma - bitka sa Sarlaccom, potjera jurnicima na Endoru, svemirska borba između pobunjeničkih i imperijalističkih pilota te Lukeov obračun s Darthom Vaderom - dobro prihvaćene, bitka Ewoska protiv imperijalističkih vojnika ostaje poprilično kritizirana i danas. Obožavatelji sage i dalje imaju podijeljena mišljenja oko likova Ewoksa (zbog toga što su izrazito primitivna rasa malih bića koja se bori s kopljima i kamenjem) i činjenice da su oni kao takvi uspjeli poraziti "najbolje trupe" carstva. Lucas je branio scenarij izjavivši da je svrha Ewoksa da zavaraju imperijalističke trupe te da u konačnici Ewoksi uopće nisu pobijedili.

### Priznanja
Na 54. dodjeli prestižne filmske nagrade Oscar 1984. godine, Richard Edlund, Dennis Muren, Ken Ralston i Phil Tippett osvojili su posebnu nagradu za najbolje vizualne efekte. Film je bio nominiran u još četiri kategorije: najbolja scenografija (Norman Reynolds, Fred Hole, James L. Schoppe i Michael Ford), najbolja originalna glazba (John Williams), najbolji zvuk (Ben Burtt, Gary Summers, Randy Thom i Tony Dawe) i najbolja montaža zvuka (Ben Burtt). Na dodjeli britanske nagrade BAFTA iste godine film je osvojio nagradu za najbolje vizualne efekte, a također je bio nominiran u kategorijama najbolje maske (Phil Tippett i Stuart Freeborn), najbolje scenografije (Norman Reynolds), najboljeg zvuka (Burtt, Dawe i Summers) te najbolje originalne glazbe (Williams). Povratak Jedija također je osvojio nagradu Saturn za najbolji znanstveno-fantastični film, najbolju masku, najbolje vizualne efekte, najbolju kostimografiju i najboljeg glavnog glumca.

## Ostali mediji

### Roman
Autor romana Povratak Jedija je James Kahn, a isti je izdan 12. svibnja 1983. - trinaest dana prije početka službene kino distribucije filma. Roman sadržava mnoge scene koje su izbačene iz finalne verzije filma, kao i neke događaje koji su kasnije opovrgnuti u filmovima prequel trilogije. Na primjer, autor Kahn je u romanu Povratak Jedija napisao da je Owen Lars brat Obija-Wan Kenobija, ali se u filmu Klonovi napadaju ispostavlja da je Owen zapravo polubrat Anakina Skywalkera. Kada je Leia zarobljena i nalazi se kod Jabbe, on umjesto da odgovori "Siguran sam" (I'm sure) na njezino upozorenje da ima moćne prijatelje, kaže: "Siguran sam, ali u međuvremenu ću u potpunosti uživati u tvom društvu." Uz to, umjesto da obliže vlastita usta, u romanu je napisano da Jabba "daje zvjerski poljubac ravno na princezine usne". Kasnije duh Obi-Wana otkriva da je uspio sakriti Lukea i Leiu od Anakina zbog toga što ovaj nije znao da je ona trudna kada je "otišao" (odnosno netom prije nego što je postao Vader). Ovo je djelomično opovrgnuto u filmu Osveta Sitha u kojem Anakin ne zna da njegova supruga nosi blizance i vjeruje da je njihovo dijete umrlo zajedno s njom. Jedan od aspekata priče koji su detaljno objašnjeni u romanu jest i konfuzija koja je nastala kod imperijalističkih trupa nakon smrti Palpatinea. Roman također podupire sve događaje koji su se odvili u Star Wars svijetu nakon završetka radnje filma Povratak Jedija. 

### Radio drama
Filmsku adaptaciju za radio napisao je Brian Daley uz dodatni materijal kojem je autor John Whitman. Radio drama producirana je i emitirana na National Public Radio 1996. godine. Temeljena je na likovima i događajima koje je kreirao George Lucas te na scenariju filma čiji su autori Lawrence Kasdan i Lucas. Prva dva filma iz originalne trilogije također su adaptirana za National Public Radio u ranim 80-im godinama prošlog stoljeća, ali je ovaj film svoju adaptaciju dobio tek 1996. godine. Anthony Daniels se vratio i posudio glas svom liku C-3PO-u, ali se Mark Hamill i Billy Dee Williams nisu vratili i odradili radijske uloge svojih likova kao što su to učinili u prve dvije verzije. Umjesto njih došli su Joshua Fardon kao Luke Skywalker i karakterni glumac Arye Gross kao Lando Calrissian. John Lithgow ponovno je posudio glas liku Yode, premda je u filmovima njemu glas uvijek posuđivao Frank Oz. Bernard Behrens vratio se kao Obi-Wan Kenobi, a Brock Peters reprizirao je svoju ulogu Dartha Vadera. Veteranski glumac Ed Begley, Jr. posudio je glas liku Bobe Fetta. Edward Asner također je nastupio u radio drami kao Jabba the Hutt. Trajanje radio drame bilo je tri sata.
Produkcija radio drame završena je 11. veljače 1996. godine. Tek nekoliko sati nakon proslave njezinog savršetka s glumcima i ekipom, Daley je umro od raka gušterače. Drama je posvećena njemu. Glumci i ekipa također su snimili poruku podrške za Daleya koju autor nikada nije čuo. Ta poruka nalazi se na kolekcionarskom izdanju originalne trilogije. 

### Strip adaptacija
Tvrtka Marvel Comics izdala je strip adaptaciju filma autora Archieja Goowina uz crteže Ala Williamsona, Carlosa Garzona, Toma Palmera i Rona Frenza. Adaptacija se pojavila u Marvel Super Special #27 kao i u ograničenom izdanju od četiri epizode. Kasnije je ponovno printana za široko tržište u mekom uvezu.

## Vanjske poveznice
- Zvjezdani ratovi, Epizoda 6: Povratak Jedija u internetskoj bazi filmova IMDb-a
- Službena stranica
- Keith Short - Film Sculptor